# Joe C.
Joseph Michael Calleja (Taylor, Míchigan; 9 de noviembre de 1974-ibídem, 16 de noviembre de 2000), más conocido como Joe C., fue un rapero estadounidense, y uno de los pocos enanos con una gran popularidad. Se hizo popular como parte de la banda de Kid Rock.

## Carrera
Calleja se reunió por primera vez con Kid Rock en un concierto dado por éste en Roseville, Míchigan, en 1994. El primero fue presentado en la demo "Cool Daddy Cool" en 1995. Llegó a aparecer en televisión, incluyendo un papel como invitado en Los Simpson. 
También fue un aficionado a la World Wrestling Federation e hizo varias referencias al D-Generation X durante algunos conciertos. También apareció en un episodio de Raw is War, ayudando a Too Cool a ganar su único Campeonato Mundial en Parejas en 2000 para Edge and Christian. También fue amigo de Rob Van Dam y Sabu.

## Muerte
Calleja tenía celiaquía, un trastorno autoinmune que puede causar retraso en el crecimiento y complicaciones asociadas en algunos casos. Como resultado de ello, llegó a una altura máxima de 3 pies y 9 pulgadas (114 centímetros). Su corta estatura le causó un gran número de problemas médicos relacionados, incluyendo dolor crónico. En una entrevista de 2000, Calleja le dijo a John Norris de MTV que tomaba 60 pastillas al día y que debía recibir seguimiento médico casi constante a fin de mantener su salud. También tuvo que adherirse a la dieta libre de gluten que todo paciente celíaco debe seguir.
En noviembre de 1999, Calleja se vio obligado a reducir sus giras con Kid Rock, y solo apareció en un número limitado de programas después de esa cuestión. Calleja murió mientras dormía en la casa de sus padres en Taylor, Míchigan el 16 de noviembre de 2000, a los 26 años. Un álbum en solitario había sido planeado antes de su muerte.

## Discografía
- Cool Daddy Cool (demo) (1995)
- Devil Without A Cause (1998)
- Early Mornin' Stoned Pimp (2000)
- Heaven (demo) (2000)
- Cool Daddy Cool (2000)
- Devil without a Cause (álbum en vivo "Trucker 2006", grabado en conciertos en el año 2000)
- Early Mornin' Stoned Pimp (álbum en vivo "Trucker 2006", grabado en conciertos en el año 2000)